# Dactylorhiza insularis
Espèce
Classification phylogénétique
Statut CITES
Dactylorhiza insularis, l'Orchis de Corse, est une orchidée européenne. On la trouve au Sud-Est de l'Europe, notamment en Italie. Elle est plus connue sous son ancien nom scientifique Orchis insularis.

## Synonyme
- Orchis insularis Sommier ex Martelli

## Philatélie
Cette espèce est représentée sur des timbres préoblitérés de France émis en 2002, 2004 et 2007 sous le nom de Orchis insularis.